# Karl Kötz
Pour les articles homonymes, voir Kötz (homonymie).
Le titre de cet article comprend le caractère ö. Quand celui-ci n'est pas disponible ou n'est pas désiré, le nom de l'article peut être représenté comme Karl Koetz.
Karl Kötz (8 février 1908 à Berlin - 11 juillet 1977 à Meran) est un Generalmajor allemand qui a servi au sein de la Heer dans la Wehrmacht pendant la Seconde Guerre mondiale.
Il a été récipiendaire de la croix de chevalier de la croix de fer avec feuilles de chêne. La croix de chevalier de la croix de fer et son grade supérieur, les feuilles de chêne, sont attribués pour récompenser un acte d'une extrême bravoure sur le champ de bataille ou un commandement militaire avec succès.

## Biographie
Karl Koetz est capturé par les britanniques à la fin de la guerre et reste en captivité jusqu'en 1947.
L'Oberstleutnant Karl Koetz reçoit officiellement les feuilles de chêne d'Adolf Hitler dans une cérémonie tenu à la Wolfsschanze à Rastenburg, le 30 janvier 1944, accompagné de l'Oberstleutnant Albert Graf von der Goltz (it) (316e feuilles de chêne), le Major Josef-Georg Mulzer (367e), le Rittmeister Andreas Thorey (349e) et le Leutnant d.R. Heinrich Boigk (pt) (370e).

## Promotions
| Leutnant       | 1er novembre 1937  |
| Oberleutnant   | 1er novembre 1937  |
| Hauptmann      | 1er mars 1938      |
| Major          | 1er janvier 1942   |
| Oberstleutnant | 1er décembre 1943  |
| Oberst         | 1er juin 1944      |
| Generalmajor   | 1er décembre 1944) |

## Décorations
- Croix de fer (1939)
  - 2e classe (13 juin 1940)
  - 1re classe (1er juillet 1941)
- Insigne de combat d'infanterie
- Médaille du Front de l'Est (1er septembre 1942)
- Croix de chevalier de la croix de fer avec feuilles de chêne
  - Croix de chevalier le 2 octobre 1941 en tant que Hauptmann et commandant du II. / Infanterie-Regiment 46[2]
  - 374e feuilles de chêne le 1er janvier 1944 en tant que Oberstleutnant et commandant du Grenadier-Regiment 185[3]
- Mentionné dans le bulletin radiophonique Wehrmachtbericht (25 octobre 1944)